# Lepthyphantes zhangmuensis
Lepthyphantes zhangmuensis är en spindelart som beskrevs av Hu 200. Lepthyphantes zhangmuensis ingår i släktet Lepthyphantes och familjen täckvävarspindlar. Inga underarter finns listade i Catalogue of Life.